# Донецкий метрополитен
Доне́цкий метрополите́н (укр. Донецький метрополітен) — неосуществлённый проект метрополитена в Донецке. Должен был стать 4-м на Украине после Киевского, Харьковского и Днепропетровского (позже — Днепровского), 2-м вслед за Днепровским, открытым после распада СССР и 16-м на постсоветском пространстве после Московского, Петербургского, Киевского, Тбилисского, Бакинского, Харьковского, Ташкентского, Ереванского, Минского, Нижегородского, Новосибирского, Самарского, Екатеринбургского, Казанского и Алма-Атинского.

## История
В 1990 году, в предпоследний год существования СССР, было принято решение начать строительство метрополитена в Донецке.
По проекту стройка была рассчитана на 10 лет до 2000 года.

### Строительство
Строительство начато в 1993 году, запуск первой очереди планировался в 2005 году, позже он был назначен на 2011 год.
Из-за систематической нехватки финансирования сроки сдачи проекта постоянно сдвигались, а новые сроки сдачи не назывались.
- 7 марта 2006 года Кабинет Министров Украины принял[2] программу строительства и развития сети метрополитенов на Украине на 2006—2010 годы, в соответствии с которой, в частности, предусмотрено строительство и ввод в эксплуатацию участка метрополитена протяжённостью 10,3 километра.
- 20 августа 2008 год Кабинет Министров Украины издал распоряжение[3] об утверждении проекта строительства первой очереди метрополитена в Донецке протяжённостью 10,9 километра. Стоимость работ оценена в 5,65 млрд гривен, из них до конца строительства предстоит освоить 5,43 млрд.
- 4 сентября 2008 года Верховная Рада Украины приняла[4] постановление об обеспечении выполнения Государственной программы строительства метрополитенов на 2006—2010 годы, которым, в частности, Кабинет Министров обязуют обеспечить финансирования строительства в 2008 году и предусмотреть выделение средств в бюджете на 2009 год].
- сентябрь 2008 года. АО «Харьковметропроект» выиграло тендер на разработку рабочей документации на строительство первой очереди Донецкого метрополитена[5].
- июнь 2009 года. Минтрансвязи Украины утвердило порядок использования средств стабфонда на строительство Донецкого метрополитена[6].
- август 2009 года. «Донецк вынужден отказаться от строительства метро к Евро-2012», — заявил городской голова Донецка Александр Лукьянченко[7].
- 12 октября 2009 года. Метростроевцы провели акцию протеста, требуя выплатить зарплату за 10 месяцев, угрожая, в случае невыплаты, прекратить всякие работы, начиная с 1 декабря 2009 года[8].
- 28 октября 2009 года. Донецкий горсовет нашёл 500 тыс. грн. и погасил задолженность по зарплате за сентябрь[9].

К ноябрю 2009 года первая очередь (пять станций) была готова всего на 30 %. 1 декабря 2011 года министерство инфраструктуры отказалось от подземного метро в Донецке, однако пообещав построить надземное, которое обойдётся в 5-7 раз дешевле. Также был предоставлен новый генплан Донецка. По нему резко сокращается количество станций строящегося метро, отсутствует «Горняцко-Макеевская» линия.
- 1 декабря 2009 года. Прекращена откачка воды из тоннелей строящегося метро. Три района города под угрозой подтопления[12].
- 5 декабря 2009 года. Горсовет выделил метростроевцам 3 млн грн, они вернулись на работу, откачка воды была восстановлена[13].
- 21 октября 2010 года. Из госбюджета выделено 55 млн грн на продолжение строительства[14].
- 14 ноября 2010 года. Руководство ДонНАСА выдвинуло предложение построить «мини-метро» к Евро-2012. Очередной проект представляет собой надземную эстакаду от «Донбасс Арены» до парка «Пионерский» в Макеевке длиной 14 км, по которой движутся облегченные конструкции специальных вагонов. За один час такой транспорт сможет перевезти до 5 тыс. пассажиров. Ежедневно в Донецк на работу и обратно отправляются десятки тысяч макеевчан. «Мини-метро» позволит разгрузить Макеевское шоссе и значительно сократить время поездок[15].

### Отказ от строительства
1 декабря 2011 года Министерство инфраструктуры отказалось от подземного метро в Донецке. По словам вице-премьера министра инфраструктуры Бориса Колесникова, все подземные выработки будут законсервированы. Вместо подземного метро, теперь в городе будут строить так называемое лёгкое метро, которое пройдёт над землёй. На его проектирование уйдёт 1,5-2 года. Чиновники не дали ответа на вопрос, что будет с туннелями, которые были проложены для строительства подземного метрополитена в городе, а таковых около 2 км.